# Andreï Sokolov (acteur)
Pour l’article homonyme, voir Andreï Sokolov.
Andreï Alexeïevitch Sokolov (russe : Андре́й Алексе́евич Соколо́в; né le 13 août 1962 à Moscou) est un acteur soviétique et russe, directeur de théâtre, présentateur de télévision, producteur. Il a été nommé artiste du peuple de la fédération de Russie en 2005.

## Filmographie choisie
- 1987 — Elle tient un balai, lui porte un chapeau noir Она с метлой, он в чёрной шляпе, Alexeï Orlov, jeune médecin
- 1988 — La Petite Véra Маленькая Вeра, , Sergueï Sokolov
- 1989 — Les Nuit sont sombres à Sotchi В городе Сочи тёмные ночи, Boria
- 1990 — Le Bourreau (téléfilm) Палач, Andreï Arsentiev
- 1991 — Le Tsar Ivan le Terrible Царь Иван Грозный, Viazemski
- 1993 — La Prophétie Предсказание, Oleg Goriounov dans sa jeunesse
- 1993 — Le Secret de la Reine Anne ou Les Mousquetaires trente ans après Тайна королевы Анны, или Мушкетёры тридцать лет спустя, vicomte Raoul de Bragelonne, fils d'Athos
- 2005 — La Mouette Чайка, Prigorine
- 2007 — Je reste Я остаюсь, Gleb Chakhov
- 2022 — Amanat Аманат, Nicolas Ier de Russie